# Jan Wrzosek

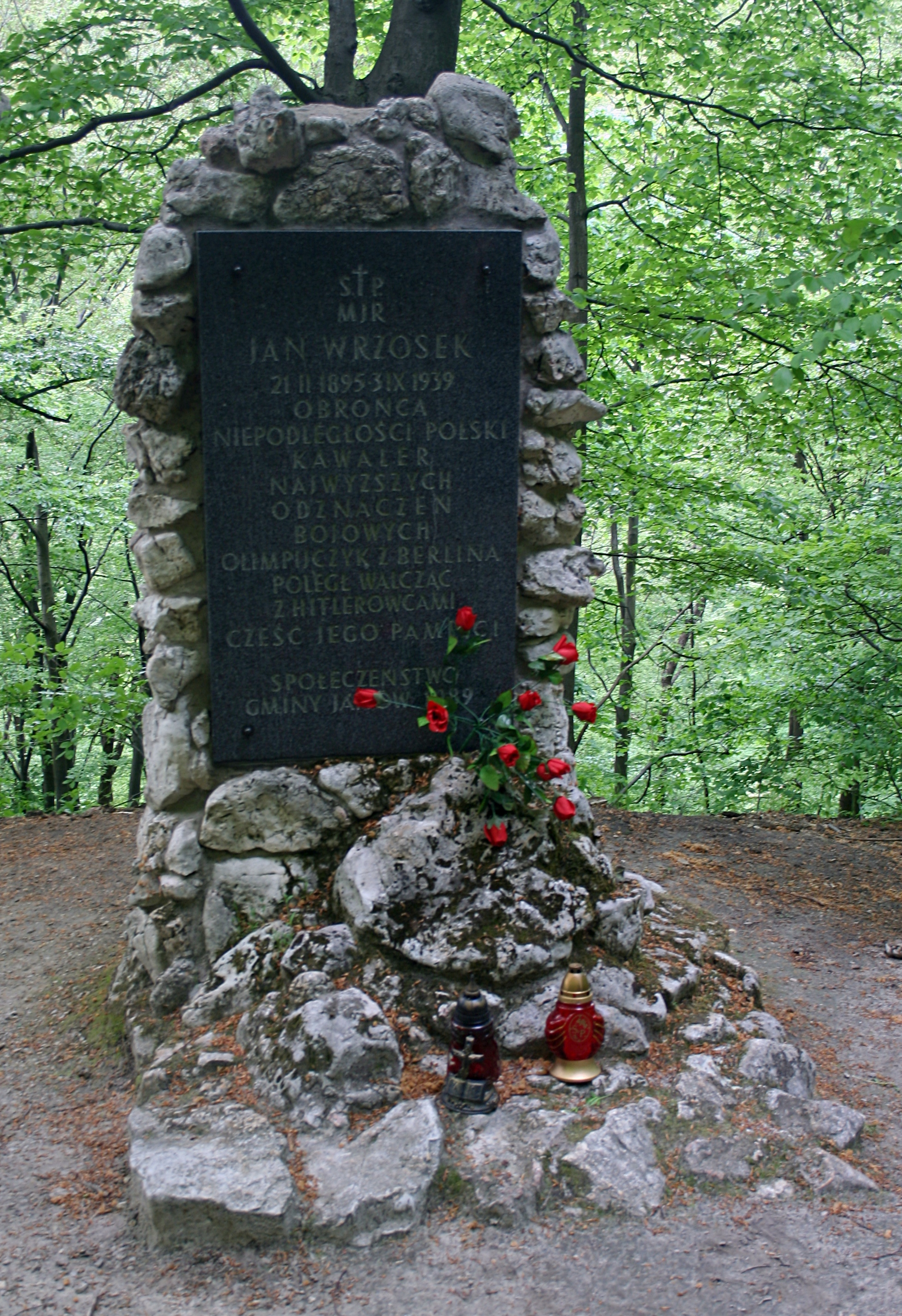
Obelisk poświęcony Janowi Wrzoskowi na terenie rezerwatu Parkowe w okolicach Złotego Potoku

Jan Wrzosek (ur. 9 lutego?/21 lutego 1895 w Stawropolu, zm. 3 września 1939 pod Złotym Potokiem) – major piechoty Wojska Polskiego, strzelec sportowy, olimpijczyk, kawaler Orderu Virtuti Militari.

## Życiorys
W czasie I wojny światowej był początkowo oficerem w armii carskiej, a później I Korpusu Polskiego w Rosji.
Po odzyskaniu przez Polskę niepodległości został przyjęty do Wojska Polskiego. Został awansowany na stopień kapitana piechoty ze starszeństwem z dniem 1 czerwca 1919. W 1923, 1924 był oficerem 28 pułku piechoty w Łodzi. 5 października 1924 roku został przeniesiony do Korpusu Ochrony Pogranicza.
Następnie awansowany na stopień majora piechoty ze starszeństwem z dniem 1 stycznia 1927. 31 października 1927 ogłoszono jego przeniesienie z KOP do 80 pułku piechoty w Słonimiu na stanowisko oficera Przysposobienia Wojskowego. W następnym roku zajmowane przez niego stanowisko służbowe nazywało się „komendant obwodowy Przysposobienia Wojskowego”. Następnie został przeniesiony do 9 pułku piechoty Legionów w Zamościu na stanowisko dowódcy batalionu. W październiku 1931 został przesunięty na stanowisko kwatermistrza pułku. W kwietniu 1935 został przesunięty na stanowisko dowódcy batalionu.
W okresie międzywojennym uprawiał strzelectwo sportowe. Podczas XII Narodowych Zawodów Strzeleckich w Wilnie zajął wysokie miejsca w rywalizacji indywidualnej. Należał do niego rekord Polski w strzelaniu z pistoletu dowolnego, wynoszący 537 pkt., który został pobity dopiero w latach 50. Był wicemistrzem świata w strzelaniu z pistoletu wojskowego oraz wicemistrzem świata w strzelaniu z pistoletu standardowego. Reprezentował kraj na Letnich Igrzyskach Olimpijskich w Berlinie w 1936 roku. Był także członkiem bractwa kurkowego.
Po wybuchu II wojny światowej w trakcie kampanii wrześniowej był dowódcą III batalionu 74 pułku piechoty w składzie 7 Dywizji Piechoty. Zginął w walce pod Złotym Potokiem strzelając z karabinu przeciwpancernego UR do niemieckiego czołgu. Miejsce jego śmierci upamiętnia obelisk na zboczu Doliny Wiercicy, w pobliżu znakowanego kolorem zielonym Szlaku Walk 7 Dywizji Piechoty.

## Ordery i odznaczenia
- Krzyż Srebrny Orderu Wojskowego Virtuti Militari
- Krzyż Walecznych (czterokrotnie)
- Złoty Krzyż Zasługi (11 marca 1932)[16]
- Medal Międzyaliancki